# 西川賢 (アナウンサー)
西川 賢（にしかわ さとる、1991年8月9日 - ）は、日本のアナウンサー、実業家。
北海道室蘭市出身。北海道室蘭栄高等学校、北海道教育大学卒業。イリリアント代表取締役。MCミューズ所属。

## 略歴
2014年4月、テレビユー福島にアナウンサーとして入社。2016年10月からは『Nスタふくしま』のサブキャスターを担当。2018年1月、テレビユー福島を退社。2018年2月、フリーアナウンサーとなり、札幌市にてイリリアントを設立。

## 出演
- 道新ヘッドラインニュース（AIR-G'・不定期、主に月曜、火曜日中、2024年現在）
- ジョブキタ presents FIGHTERS THE RADIO TIME（AIR-G'：2019年 - ）
- 北海道日本ハムファイターズ スタジアムナビゲーター（2020年 - ）
- エスポラーダ北海道 アリーナMC
- ヴォレアス北海道 メインMC（2019年 - ）
- G'-ora 〜ジオラ〜　月曜→水曜担当（2023年-）

### 過去の出演
- Nスタふくしま（2016年10月3日 - 2017年12月28日）サブキャスター
- TUFニュース（不定期）